# Søren Lintrup
Søren Lintrup, född 1669 i Lintrup, död den 13 mars 1731 i Köpenhamn, var en dansk präst, pedagog och vetenskapsman, svärson till Niels Randulf. 
Både genom sin verksamhet och till sin personlighet tillhör Lintrup helt den "lärda tidsåldern". Han hade en tidstypisk lärdomshögfärd, och sina kunskaper, särskilt teologiska och filologiska, fick han möjlighet att framlägga i stridsskrifter, disputationer och som utgivare av andras arbeten. Lintrup var redan utsedd till teologisk professor, då han kallades till rektor i Bergen, där han var Holbergs lärare.
Då staden brann ned och med den alla hans samlingar, vände Lintrup tillbaka till Köpenhamn, där han som Regensens provst samlade de flitigaste och lärdaste unga männen omkring sig till ett litterärt sällskap (Societas litteraria indagantium), där skrifter om allsköns materier lästes upp, försvarades och kritiserades. År 1716 fick Lintrup äntligen tillfälle att lägga sin lärdom i dagen från en teologisk lärostol. 
År 1720 blev han utnämnd till biskop i Viborg, en verksamhet, som dock ingalunda tilltalade honom; det lyckades honom fyra år senare också att genom att vara tillmötesgående gentemot Fredrik IV:s äktenskap med Anna Sophie Reventlow uppnå posten som kunglig konfessionarius, vilken han dock förlorade vid Kristian VI:s tronbestigning.